# Utamaro e le sue cinque mogli
Utamaro e le sue cinque mogli, anche conosciuto col titolo Cinque donne intorno a Utamaro, è un film del 1946 diretto da Kenji Mizoguchi.

## Trama
Seinosuke, samurai e artista, esponente della scuola pittorica tradizionalista di Kanō, offeso da un’osservazione critica di Utamaro Kitagawa, lo sfida a duello. La tenzone si ridimensiona in una sfida artistica. Seinosuke stesso, al termine della sfida, riconosce la superiorità di Utamaro e diventa un suo seguace, anche se per ciò dovrà retrocedere nella scala sociale (Utamaro è un semplice artigiano) e abbandonare la sua promessa sposa, Yukie, allibita nel constatare come egli preferisca a lei la propria arte.
Segue un periodo di sperimentazioni e conseguimenti artistici di Utamaro, che dipinge sulla schiena della cortigiana Takasode un motivo che sarà di modello per un tatuatore, o ritrae dal vero, in abiti succinti, la bella popolana Oran. Allo stesso tempo si sviluppa una fitta serie di relazioni e incontri amorosi che coinvolge diversi personaggi della cerchia di Utamaro: Yukie rinuncia ai privilegi della casa paterna per seguire invano l’infedele Seinosuke, mentre Takasode seduce l’uomo di Okita, già amante occasionale di Utamaro.
Un’opera di Utamaro viene ritenuta lesiva del potere dello shogunato, ed egli viene condannato ad avere le mani legate in ceppi per 50 giorni. Poco prima del termine della condanna, Okita si reca da Utamaro e gli confessa il duplice omicidio da lei compiuto, vittime Takasode e il suo amante, giustificandolo come l’ineluttabile risultato delle costrizioni a cui le donne erano sottoposte nella società dell’epoca.
Okita sa che verrà condannata a morte. Quando Utamaro viene liberato dai ceppi riprende subito a dipingere: la sua opera si chiamerà “l’anima di Okita”.